# Elba Esther Gordillo
 (août 2012).
Si vous disposez d'ouvrages ou d'articles de référence ou si vous connaissez des sites web de qualité traitant du thème abordé ici, merci de compléter l'article en donnant les références utiles à sa vérifiabilité et en les liant à la section « Notes et références ».
Elba Esther Gordillo Morales (Comitán, Chiapas, 6 février 1945) est une professeur des écoles et personnalité politique féminine mexicaine qui a occupé le poste de secrétaire générale du PRI, et leader moral actuel du Sindicato Nacional de Trabajadores de la Educación (SNTE). Elle a été citée par la revue américaine Forbes comme l'une des « 10 personnes les plus corrompues au Mexique » en 2013.

## Parcours
Issue de l'école normale d'instituteurs, elle a donné des cours d'histoire en primaire. En 1970 elle entame sa carrière politique en entrant au PRI et au SNTE.
Elle obtint le poste de secrétaire générale du PRI, avec Roberto Madrazo qui lui a disputé la présidence nationale du parti, aux élections internes opérées après la perte de la présidence du Mexique depuis 71 ans. Elle est considérée comme une des femmes les plus puissantes de la politique au Mexique. Elle a occupé les charges de sénatrice et députée, parvenant à être coordinatrice du banc des députés du PRI et déléguée du District Fédéral.
Son influence a diminué après qu'elle s'est affronté politiquement à Roberto Madrazo au Congreso de la Unión et qu'elle a été destituée de la coordination du Groupe parlementaire du PRI à la chambre des députés. Elle s'est maintenue éloignée de la politique durant les derniers mois, mais elle a repris son poste de secrétaire générale du parti. Récemment, le Partido Acción Nacional (PAN) a spéculé sur son retour sur la scène politique.
En août 2005, Roberto Madrazo a annoncé son départ du secrétariat général du parti à des fins politiques (candidature à la présidence du pays). Gordillo a tenté de retrouver sa force politique en briguant peu après la présidence du PRI ; cependant la coupole du PRI lui a préféré Mariano Palacios Alcocer comme nouveau président national du parti. Acceptant son échec, Gordillo a renoncé à sa charge de secrétaire générale le 21 septembre 2005 mais a dénoncé la mainmise de Roberto Madrazo sur le parti. Ceci a mené à la rupture définitive avec Madrazo, avec qui elle a eu de virulents affrontements verbaux : elle l'a accusé de tenter de l'assassiner, et de négocier, avec Carlos Salinas de Gortari et le gouvernement fédéral, les réformes qui permettraient l'investissement privé dans les sources d'énergie.
Le PRI a mis en œuvre la procédure légale nécessaire à son expulsion. Les membres du parti accusent Elba Esther Gordillo de faire de la politique à l'intérieur d'un parti différent à celui dans lequel elle milite – dans ce cas le Parti nouvelle alliance nouvellement constitué –, et bien qu'elle se déclare PRIste, elle ne nie pas ses relations avec le nouveau parti.
En 2006, après les élections du 2 juin qui ont généré un conflit post-électoral devant la différence infime entre Felipe Calderón et Andrés Manuel López Obrador, on parle d'un retour en force des syndicats ; en effet Nouvelle Alliance a atteint les listes malgré le noir panorama brossé par les enquêteurs. Son principal adversaire politique, Roberto Madrazo et le PRI, sont tombés à la troisième place des forces politiques sur l'ensemble du pays. Les menées antérieures ont été comprises comme des manœuvres politiques de la professeure Gordillo.
Finalement et face aux rumeurs de représailles, le 13 juillet 2006, l'expulsion de Gordillo du PRI a eu lieu, au milieu de déclarations suggérant une possible reconstruction du Parti révolutionnaire institutionnel, incluant même un changement de nom.
Elba Esther Gordillo a été arrêtée à l'aéroport de Toluca par la PGR en février 2013 pour le détournement de deux milliards de pesos et transférée à la prison pour femmes de Santa Martha Acatitla.

## Corruption
Gordillo détient des pouvoirs importants dans le système des écoles publiques nationales dominées par le syndicat de Gordillo dans lequel les postes d'enseignement pourraient être vendus ou hérités. Il y a environ 1,5 million d'enseignants dans ce syndicat qu'elle a contrôlé depuis 1989. En 2008, elle aurait été filmée après avoir acheté 59 véhicules Hummer neufs pour les offrir aux 59 dirigeants de sections régionales du Syndicat national des travailleurs de l'enseignement. Le 13 octobre 2008, elle a tenté d'étouffer le scandale en affirmant que les 59 Hummer étaient destinés à servir de lots à une « loterie » censée aider les sections locales à financer l'équipement d'écoles défavorisées,.
Gordillo aurait créé un parti politique qui a suivi les principes d'un système de patronage en 2005. Il est devenu notoire pour obtenir des privilèges et des rendez-vous en retour de son appui aux élections clés. Il a été largement spéculé qu'elle a aidé l'ancien président Felipe Calderon à obtenir sa courte victoire à la présidence en 2006 dans le cadre d'un accord qui lui a permis de placer les individus au sein du gouvernement qui a tenu allégeances à elle.
L'ancien dirigeant syndical a été formellement inculpé en février 2013 d'avoir détourné $ 200 000 000 (USD) à partir du syndicat pour financer son train de vie somptueux. Elle est connue pour ses chers sacs Hermès ainsi que de nombreuses chirurgies plastiques dans des cliniques en Californie. Elle est censée posséder ou être reliée à trois résidences en Californie. L'une d'elles, où elle a passé la plupart de son temps avant son arrestation, était une maison 4,7 millions de dollars à Coronado Cays avec un quai privé, un bateau, et Jet Ski.
Gordillo a été arrêtée sur des accusations de corruption par les autorités mexicaines le 26 février 2013, à la descente de son jet privé dans lequel elle avait voyagé de la Californie et a atterri à l'aéroport de Toluca, près de la capitale. Elle a été arrêtée pour détournement présumé de $ 2,000,000,000 pesos ($ 156 816 000 USD ou 119 242 600 euros) du Syndicat national travailleurs de l'éducation (SNTE), selon le procureur général Jésus Murillo Karam,. Elle aurait également déposé des grosses sommes d'argent sur des comptes bancaires suisses, tandis que d'autres fonds ont été utilisés pour les chirurgies plastiques ou de luxe personnels. Parmi les autres dépenses discutables, selon Karam, était les frais d'entretien et de location d'un hangar et d'avions. Les procureurs affirment qu'elle n'aurait pas été en mesure de faire plusieurs achats sur son salaire. ($ 31,398 pesos ou $ 2 459 USD par mois.)  Elle a été inculpée de détournement de fonds et de crime organisé,. Pour la tête sa défense pénale, Gordillo a embauché avocat pénal important Marco Antonio del Toro Carazo qui défend également le dirigeant syndical des mineurs Napoleón Gómez Urrutia.